# Anthoceros neesii
Anthoceros neesii ist eine Art aus der Klasse der Hornmoose (Anthocerotopsida). Sie ist nur von wenigen, sehr kleinen, disjunkten Arealen aus Mitteleuropa bekannt und gilt als vom Aussterben bedroht.

## Beschreibung
Dieses Moos besteht aus einem gelblich-grünen, fleischigen Vegetationskörper (Thallus), der einen Durchmesser von einem Zentimeter erreicht. Die hornförmigen Kapseln sind drei bis sieben Millimeter lang und haben einen Durchmesser von 0,3 bis 0,4 Millimeter. Anthoceros neesii ist eine einjährige und einhäusige Pflanze. Sie produziert Sporen, die auch ohne das Vorkommen der Pflanze am Standort einige Jahre überleben können.
Die Sporen sind mit etwa 45 einfachen, nicht gegabelten Stacheln besetzt, die Proximalseite der Sporen ist warzig-stachelig, die Distalseite mit meist einfachen Stacheln besetzt.

## Verbreitung und Status
Anthoceros neesii ist eine gefährdete Art, die weltweit nur an 15 Standorten in Hessen (Westerwald und Vogelsberg) und zwei Standorten in der Steiermark in Österreich vorkommt. Im 20. Jahrhundert kam sie auch an zwei Standorten in der Tschechischen Republik vor, wo sie inzwischen ausgestorben ist. Bis ins 19. Jahrhundert wurde sie in Polen nachgewiesen.
Die Art findet sich meist auf Stoppeläckern. Ihre ursprünglichen Habitate sind nicht bekannt, vermutlich handelt es sich um offene Standorte auf Lehmböden. Oft vergesellschaftet findet sich die Art mit Anthoceros agrestis und Notothylas orbicularis.
In Deutschland wird die Art auf der Roten Liste als „Vom Aussterben bedroht“ geführt. Ihre Gefährdung ist vor allem auf die monotone landwirtschaftliche Nutzung der Wiesen und Ackerböden und auf die Verwendung von Pestiziden zurückzuführen.

## Systematik und Forschungsgeschichte
Anthoceros neesii wurde 1958 von Johannes Max Proskauer als Art erstbeschrieben. Die Neufunde in Hessen erfolgten durch Josef Futschig.

## Nachweise
1. 1 2 3 4  Jíři Váňa und H. Köckinger: Anthoceros neesii Prosk. In: Sveriges lantbruksuniversitet, European Committee for Conservation of Bryophytes (Hrsg.): Red Data Sheets, Stand Oktober 2001 (PDF Online (Memento des Originals vom 11. November 2019 im Internet Archive)  Info: Der Archivlink wurde automatisch eingesetzt und noch nicht geprüft. Bitte prüfe Original- und Archivlink gemäß Anleitung und entferne dann diesen Hinweis.).
2. 1 2  Jan-Peter Frahm: Illustrierter Schlüssel für die thallösen Lebermoose Deutschlands (= Archive for Bryology. Special Volume 2, ISSN 0945-3466). Universität Bonn, Arbeitsgruppe Bryologie, Bonn 2011 (online PDF; 1,12 MB).
3. 1 2  Eintrag zu Anthoceros neesii auf Moose von Deutschland, Zugriff am 23. August 2010.
4. ↑  Jan-Peter Frahm, Jens Eggers: Lexikon deutschsprachiger Bryologen. Ergänzungsband. Selbstverlag der Autoren, Bonn 2005, ISBN 3-8311-0986-9, S. 121–123.